# Camille De Stoop
 (août 2013).
Améliorez-le ou discutez des points à vérifier. 
 (août 2013).
Si vous disposez d'ouvrages ou d'articles de référence ou si vous connaissez des sites web de qualité traitant du thème abordé ici, merci de compléter l'article en donnant les références utiles à sa vérifiabilité et en les liant à la section « Notes et références ».
Camille De Stoop, né en 1845 à Courtrai et mort en 1923, est un industriel belge du textile. Né dans une famille de marchands de lin, il construit (1880 - 1888) la première grande usine textile Tissage et Filature Camille De Stoop à Courtrai. Il est échevin de la ville de Courtrai entre 1881 et 1921.
Sa maison (Huis De Stoop, Gentsestraat 11) et ses usines (Stoopsfabriek, Spinnerijkaai 47) et (De Stoop's Weverij, Minister Liebaertlaan 1) sont conservées.

## Tissage et Filature Camille De Stoop
Camille De Stoop acquiert dans les années 1880 plusieurs hectares de terrain à Courtrai entre la rue de Gand et la Lys où il ouvrira son tissage (De Stoop’s weverij) en 1888. Le succès est immédiat et l’industriel destine sa production à la grande exportation. Il exige de ses commerciaux la parfaite connaissance de l’anglais et les oriente vers les grandes maisons de commerce anglaises, qui expédient dans l’empire britannique, ainsi que vers les compagnies maritimes qui organisent les lignes commerciales entre la Grande Bretagne et le reste du monde. Les qualités de la toile de lin en font un élément indispensable de l’équipement des ménages, et la solidité légendaire de celle-ci l’imposent dans ce qui deviendra l’Horeca, ainsi que dans l’équipement hôtelier des navires de ligne, de même que pour les tissus des fauteuils de pont des paquebots. Ces tissus étaient remplacés après chaque voyage lointain vers l’Australie ou vers les Indes…
Vers 1905, Camille De Stoop, voit venir de grands bouleversements en Europe, l’empire russe montre les premiers signes de sa fragilité, de même que celle de son immense dette. La Belle Époque lui semble un peu trop belle pour pouvoir durer. Il décide donc d’investir dans un secteur qu’il connaît bien, et lance la construction d’une grande usine le long du canal qui relie la Lys à l’Escaut et rapproche Courtrai des bassins houillers de Wallonie. Stoopsfabriek a été inaugurée en 1906. Son activité était la filature, et produisait entre autres du fil de coton, ce qui était une première à Courtrai.
Stoop's Fabriek, construite selon une architecture connue sous le nom de « Manchester ». Les machines venaient d’Angleterre et le fabricant de ces machines avait reproduit l’image des usines les plus typiques de ses clients dans son catalogue international. Stoopsfabriek y figure naturellement parmi d’autres filatures situées à Hanovre, Barcelone et Copenhague entre autres.
L’entreprise a subi les deux guerres mondiales, Stoopsfabriek a été réquisitionnée par les troupes allemandes en 1914-18, et le Tissage a été incendié pendant la bataille de la Lys en mai 1940, puis reconstruit après la Libération. Les descendants de Camille De Stoop, ayant constaté deux conflits mondiaux en Europe à 25 ans d’intervalle, ont décidé de construire une usine loin de l’Europe. Melbourne en Australie fut choisie pour la nouvelle entreprise. Roger De Stoop, petit fils de Camille est parti en 1952 émigrer en Australie avec sa famille. Il était accompagné par vingt familles de tisserands courtraisiens, le tout représentant une centaine de personnes. Les ouvriers ont appris l’anglais pendant le long voyage en bateau vers Melbourne. Ils devaient rester un an en Australie, et ceux qui le désiraient pouvaient être rapatriés, et retrouver leur travail à Courtrai. Ils sont tous restés en Australie…

## Famille
Il est marié à Emma De Poortere (1850-1915) à l'hôtel de ville de Courtrai en 1879. Ils eurent 5 enfants:
Joseph (1881 - 1939), Robert (1883 - 1938), Charles (1885 - 1970), Paul (1887 - 1935) et Maria "Tante Mimi" (1889 - 1985)